# 너두 늙어봐라
《너두 늙어봐라》는 1991년 2월 15일에 KBS 1TV에서 한국방송공사 1TV 특집드라마이다.

## 제작진
- 극본 : 유호
- 연출 : 김수동

## 출연진
- 기정수
- 김순철
- 김지영
- 신구
- 연운경
- 이낙훈
- 이한수
- 이주경
- 전광렬
- 황덕재